# ギュルス収容所

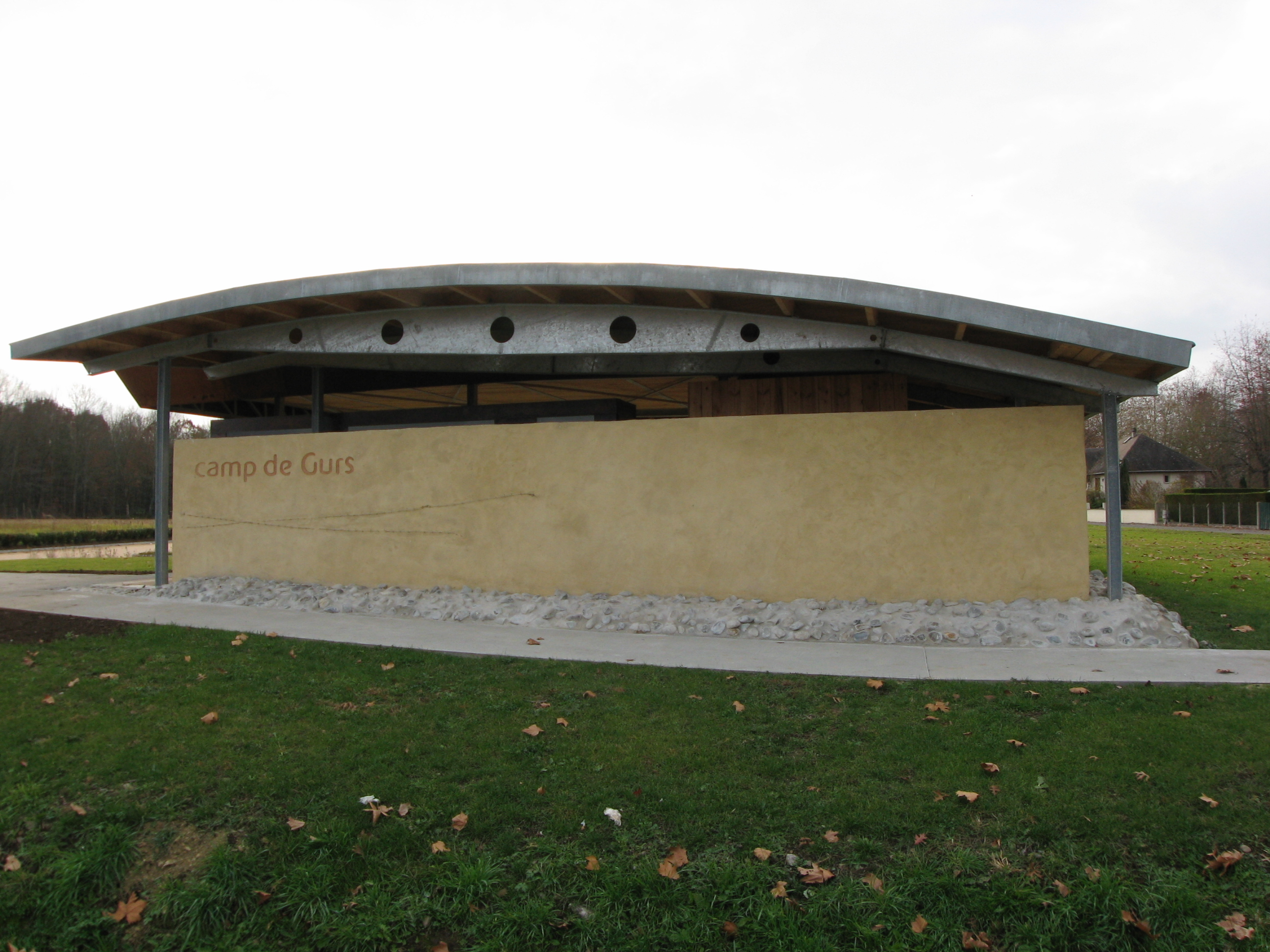
現地にある記念館 (2007年11月)

ギュルス収容所 (Camp de Gurs) はフランス南西部の街ギュルス（アキテーヌ地域圏のピレネー＝アトランティック県) に1939年からフランス政府によって設置されていた強制収容所である。

## 概要
元々はスペイン内戦の終戦時にフランシスコ・フランコの立てた新しいスペイン政権を恐れてフランスに逃れてきた難民を収容するための施設 (難民キャンプ) であった。第二次世界大戦が勃発すると、フランス政府はドイツを始めとする枢軸国の国籍を持つ者、および当時のフランス政権にとって危険と見なされた自国民 (思想犯および政治犯) を、通常の犯罪者とともにギュルスに収監した。
1940年にフランスのヴィシー政権がナチス・ドイツと休戦協定を結んでから、刑務所となっていたギュルスの収容所をユダヤ人の強制収容所とし、フランス国籍でないユダヤ人を収容した。またそれまでと同様に政治犯、思想犯もギュルスに収監した。ナチス・ドイツの撤退後はドイツ人の戦犯とフランス人のナチ協力者 (ヴィシー政権下のコラボラシオンら) を収監した。
なお、ドイツ占領下のスペインでの抵抗勢力が連合国から見るとフランコ政権を脅かすとされたことから、1946年に閉鎖されるまで彼らの収監にも供された。